# Wonotirto (Wonotirto)
Wonotirto is een bestuurslaag in het regentschap Blitar van de provincie Oost-Java, Indonesië. Wonotirto telt 5085 inwoners (volkstelling 2010).